# Jönköping Energi
Jönköping Energi AB är ett av Jönköpings kommun helägt företag för produktion och distribution av elektricitet, fibernät och fjärrvärme.

## Historik
Jönköping Energi AB grundades som Jönköpings elektricitetsverk 1907, vilket hade sitt ursprung i en motion i februari 1904 till stadsfullmäktige i Jönköping av boktryckaren Gustaf Lundin (1832-1908). I motionen föreslogs att utredning skulle ske om lämpligheten av att anlägga ett elektricitetsverk och att bygga elektriska spårvägar. Ett gasverk fanns då redan i staden, vilket hade bidragit till att liknande motioner om elförsörjning avslagits vid tidigare tillfällen. I grannstaden Huskvarna producerade Ebbes kraftstation vid Huskvarnaån sedan 1904 elektricitet, men Jönköpings stad hade tidigare avvisat ett erbjudande om leveranser från detta.
Gustaf Lundin pläderade i sin motion primärt för behovet av elektriska spårvägar för att möta det transportbehov som fanns i en växande och genom sin geografi långsträckt stad, med elkraftverket som en nödvändig följdinvestering. I sin argumentation använde han också de föreslagna investeringarnas dynamiska inverkan på den ekonomiska utvecklingen:
| ”               | Kasta vi nu en blick på vårt samhälle, så bör det icke gerna kunna råda mer än en tanke derom, hvilka mäktiga häfstänger ett elektricitetsverk och elektriska spårvägar skulle blifva för samhällets utveckling och framåtgående. - Elektrcitetsverket skulle finna stora afnämare, förutom spårvägarne, bland både industriidkare och köpmän, och det skulle väcka till lif flera nya industriella företag. Spårvägarne skulle förkorta afstånden inom staden och göra nutidsenliga bostäder i utkanterna, der tomterna äro billiga, lika begärliga som i de centralare delarna, detta skulle åter framkalla ökad byggnadsverksamhet, och med ökad tillgång på goda och nutidsenliga, men likväl ej öfverdrivet dyra bostäder skulle vår stad, vida mera än nu, locka burget folk till inflyttande hit. Ökad befolkning och ökad penningtillgång skulle sluligen framkalla än mera företagsamhet och skänka samhället förmåga att lättare lösa sina "stora frågor". | „ |
| – Gustaf Lundin | |   |

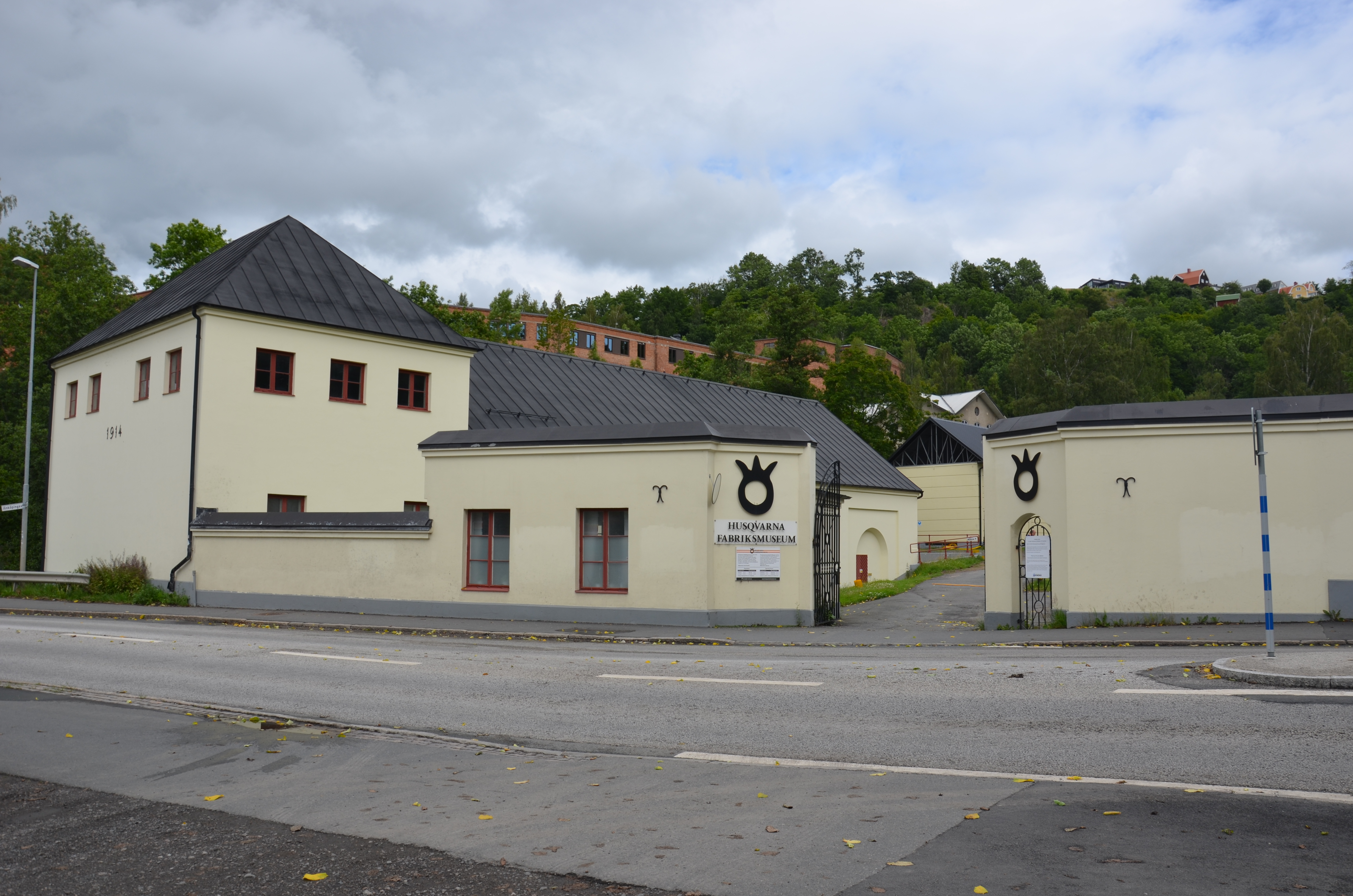
Husqvarna AB:s kraftstation från 1914, nu Husqvarna fabriksmuseum

Stadsfullmäktige beslöt i april 1906 att bygga ett elektricitetsverk och en spårväg. Kraftstationen, som blev klar 1907, hade tre ångpannor, två ångmaskiner tillverkade av Jönköpings Mekaniska Werkstad och två elgeneratorer från ASEA. Byggnaden ritades av stadsarkitekten, August Atterström. Jönköpings Spårväg var den största kunden och elnätet var begränsat till området mellan Kungsgatan, Kapellgatan och Vedtorget.
Framemot 1911-12 var kraftverkets uppgraderingsmöjligheter uttömda, varför avtal träffades 1913 med Husqvarna Vapenfabrik. Bolaget planerade då att uppföra en kraftstation för att utnyttja den vattenkraft i Huskvarnaån som inte redan användes av Ebbes kraftverk. Huvudbyggnaden vid Vallgatan för det ursprungliga elektricitetsverket revs i slutet av 1960-talet. År 1978 övertog Jönköpings kommun det bolag som då svarade för allt uttag av vattenkraft ur Huskvarnaån. Detta är idag ett systerföretag till Jönköping Energi, med samma verkställande direktör.
År 1919 byggde Jönköpings elverk Edeskvarna kraftstation, som utnyttjar fallhöjden i Landsjön$ utlopp Edeskvarnaån till Vättern. Något senare medverkade Jönköping till att bygga Röttle kraftverk vid Röttleån söder om Gränna, som blev färdigt 1922. År 2006 stod Kraftvärmeverket Torsvik klart som producerar fjärrvärme och el till Jönköping, Huskvarna och Gränna. År 2008 togs biogasproduktionen över från Jönköpings kommun, och i samband med det fick Torsvik en biogasanläggning. År 2010 togs tre vindkraftverk i Tuggarp i drift och 2014 byggdes en bioenergianläggning i Torsvik, där träflis, granar och toppar förbränns och blir till fjärrvärme och el.
Jönköping Energi hade 2016 en omsättning på 1 167 miljoner kronor och 262 anställda.